# ActivityPub
ActivityPub este un protocol deschis, descentralizat de rețele sociale, bazat pe protocolul ActivityPump creat de Pump.io. Acesta oferă un API client/server pentru crearea, actualizarea și ștergerea conținutului, precum și un API pentru federare între servere pentru livrarea notificărilor și a conținutului.

## Starea proiectului
ActivityPub este un standard pentru Internet formulat în Grupul de Rețele Web Sociale al World Wide Web Consortium (W3C). Unul dinte coautorii acestui protocol, Evan Prodromou, este creatorul StatusNet (cunoscut acum ca GNU social ). Într-o etapă anterioară, numele protocolului era „ActivityPump”, dar s-a considerat că ActivityPub indica mai bine scopul de publicare distribuită a protocolului. Este de departe cel mai folosit standard în Fediverse.
În ianuarie 2018, World Wide Web Consortium (W3C) a publicat standardul ActivityPub ca recomandare. Autoarea principală, Christine Lemmer-Webber, face precizarea că echipa s-a identificat în principal drept queer, ceea ce a inspirat un număr de funcționalități care ajută utilizatorii și administratorii să se protejeze împotriva „interacțiunilor nedorite”. Ea menționează, de asemenea, că, în echipa care a creat ActivityPub, nu a participat nicio corporație.
Grupul comunității sociale W3C organizează anual o conferință gratuită numită ActivityPub Conf despre viitorul ActivityPub.
Fostul manager al comunității Diaspora, Sean Tilley, a scris un articol care sugerează că protocoalele ActivityPub ar putea oferi în cele din urmă o modalitate de a federa platformele de internet.

## Implementări notabile

### Protocol federat (de la server la server)
- Friendica, software pentru rețele sociale; a implementat ActivityPub în versiunea 2019.01.[8]
- Kbin, un agregator de știri și un forum de discuții similar cu Reddit și Lemmy. [9]
- Lemmy, software pentru rularea agregatoarelor de știri și forumurilor de discuții în stil Reddit. Orice instanță poate folosi ActivityPub pentru a interacționa cu alte forumuri și pentru a forma o rețea socială federată.[10]
- Libervia (în versiune beta La data de 2022)[11]
- Mastodon, software pentru rețele sociale; a implementat ActivityPub în versiunea 1.6 și a fost lansat în septembrie 2017. Se intenționează ca ActivityPub să ofere mai multă securitate pentru mesajele private decât protocolul OStatus anterior.[12]
- Micro.blog, o rețea socială de microblogging, a adăugat suport pentru ActivityPub în 2018[13], iar federarea a fost activată implicit pentru noii utilizatori în octombrie 2022.[14]
- Nextcloud, un serviciu federal de găzduire a fișierelor.[15][16]
- PeerTube, un serviciu de streaming video federat.[12]
- Pixelfed, un serviciu federal de partajare a imaginilor care seamănă cu Instagram.[17]
- Pleroma, un server fediverse ușor care implementează ActivityPub încă de la prima sa lansare.[18]
- WordPress prin intermediul unui plug-in[19]
- WriteFreely, o platformă de blogging open source, care poate fi găzduită de utilizator.[20]

### Implementări așteptate sau anunțate
- În noiembrie 2022, Tumblr a anunțat că va implementa ActivityPub.[21]
- Threads, o aplicație Instagram.[22]

### Ale aplicații
- Flipboard[23]
- Buffer, un instrument de gestionare a rețelelor sociale[24]
- Medium[25]
- Firefox[26]
- SocialOomph, un instrument de gestionare a rețelelor sociale[27]
- SocialBu, un instrument de management al rețelelor sociale[28]